# Brun C91
Chronologie des modèles
Aucun Aucun
La Brun C91 est une voiture de course de catégorie sport-prototype Sports 3,5 litres qui a participé au championnat du monde des voitures de sport de la FIA en 1991. Elle reste la seule voiture construite par Brun Motorsport, conçue en interne par Steve Ridgers, John Iley et Hayden Burvill.

## Développement
Après la liquidation de son écurie de Formule 1 Eurobrun Racing, avant même la fin de la saison 1990, Walter Brun se concentre sur le Championnat du monde des voitures de sport pour la saison 1991 avec son écurie Brun Motorsport. 
Bien qu'à cette époque, Brun Motorsport est habitué à l'utilisation des Porsche 962C, la conception d'une nouvelle voiture, répondant aux nouveaux règlements, est lancée. Cette voiture est destinée à commencer la compétition dès la fin 1991 et continuer en 1992, lorsque le nouveau règlement du championnat mondial des voitures de sport entrera en vigueur ; les nouvelles règles qui nécessitent des moteurs de 3,5 litres atmosphérique, rendent en effet les Porsche 962 illégales. 
Au lieu d'acheter un nouveau châssis, Walter Brun et ses commanditaires Repsol YPF décident d'investir dans la construction d'une nouvelle voiture, la C91, dont la conception est semblable à la plupart des autres voitures du championnat du monde des voitures de sport de 3,5 litres : un grand double aileron arrière, une coque basse et un long nez générant de l'appui.
Pour la fourniture du moteur, Walter Brun s'appuie sur ses relations avec John Judd qui datent de la création d'Eurobrun Racing. Le règlement du championnat du monde des voitures de sport permettant d'utiliser des moteurs identiques à ceux utilisé en Formule 1, Brun parvient à un accord avec Engine Developments pour utiliser les anciens blocs Judd EV V8, une évolution des moteurs Judd utilisés par Eurobrun Racing.

## Résultats sportifs
La Brun C91 est engagée sur quatre courses. Confiée à Gregor Foitek et Oscar Larrauri ne prend pas le départ de la cinquième épreuve du championnat, disputée sur le Nürburgring à cause de soucis techniques après les qualifications. À Magny-Cours, Jesús Pareja remplace Foitek ; une casse moteur provoque son abandon après seulement cinq tours. Sur l'Autódromo Hermanos Rodríguez, à Mexico, un nouvel abandon est enregistré, à cause d'un starter défectueux après trente-et-un tours de course ; enfin, sur l'Autopolis, une casse de la boîte de vitesses au vingtième tour provoque un nouvel abandon.
L'unique châssis existant est encore engagé de façon sporadique aux États-Unis lors de courses historiques.